# Chaharshanbe Suri
Chaharshanbe Suri (persisk: چهارشنبه‌سوری Čahār-šanba(-e)-sūrī; er en iransk festival, der afholdes aftenen før den sidste onsdag før Nowruz (den iranske nytårsdag). .Fejringen kaldes også Ildens festival.
Festivalen er lysets (det godes) højtidelighedsholdelse, som vinder over mørket (det onde). Symboliseringen bag ritualerne er alle rodfæstet tilbage til Zarathustrianisme.
Traditionen inkluderer folk, som går ud på gader og stræder for at lave bål og hoppe over dem, mens de synger den traditionelle sang Zardî-ye man az to, sorkhî-ye to az man (bogstaveligt talt: Mit gule til dig, dit røde til mig).
Ved at servere forskellige slags kager og nødder som Ajīl-e Moshkel-Goshā (De problemløsende nødder) er Chaharshanbe Suri en anledning til at takke for det forrige års sundhed og lykke.
Ifølge traditionen får de levende besøg af deres forfædres sjæle på årets sidste dag, og mange børn dækker sig selv til med slør. De løber også igennem gaderne, mens de banker på deres krus og pander med skeer, og banker på dørene for at bede om almisser. Ritualet er kaldt qashogh-zany (bank med skeen) og symboliserer at slå årets sidste uheldige onsdag.